# Batalla de Grandson
La batalla de Grandson se libró entre las tropas de Carlos el Temerario, duque de Borgoña, y las del Ducado de Saboya, por una parte y las de la Confederación Suiza y sus aliados alemanes por la otra, en el contexto de la guerra de Borgoña, teniendo lugar en las cercanías de la ciudad homónima del cantón de Vaud.

## Antecedentes
Alarmados por el expansionismo del duque de Borgoña, que adueñándose de la Alta Alsacia y Brisgovia en 1469 había desplazado sus fronteras hacia el interior de Alemania, a iniciativa de varios Estados de la alta Alemania aliados en la «Baja Unión» se constituye la Liga de Constanza, junto a la Confederación Suiza y el duque Segismundo de Austria, firmándose el acuerdo el 23 de marzo de 1474 para asegurar el reposo y la paz.
El 22 de abril, la Baja Unión declaró la guerra al duque de Borgoña. Se inició entonces un conflicto que duró hasta 1477.

## La ocupación de Grandson por los suizos
La señoría de Grandson pertenecía a Guillaume de Chalon, príncipe de Orange, al haberle sido investido dicho feudo a sus antecesores por el entonces conde de Saboya Amadeo VIII. En 1475, De Chalon seguía siendo feudatario del duque de Saboya, a su vez vicario imperial y por lo tanto, soberano del país de Vaud.
Dado que la Casa de Saboya era aliada de Carlos —dando paso libre por su territorio a las tropas italianas que servían al duque de Borgoña— y que el príncipe de Orange era servidor de dicho duque, había casus belli suficiente para los confederados.
Reuniéndose en el condado de Neuchâtel al regreso de la batalla de Héricourt, tropas de los cantones de Berna y Friburgo, así como sus aliados de Soleura, asediaron Grandson, rindiéndola el 1 de mayo de 1475 y dejando una guarnición de 300 berneses.
Asimismo, los confederados procedieron con similares pretextos a ocupar la señoría de Morat y la plaza de Yverdon, feudos de Jaime de Saboya, conde de Romont, y las señorías de Orbe y Echallens de Hugues de Chalon, feudatario como su hermano Guillaume de Filiberto I de Saboya, y Champvent, señoría de Guillaume de Vergy.
La visita al país de Vaud por Jaime de Saboya para pasar revista de tropas, y el refuerzo de guarniciones en el Franco Condado por parte del duque de Borgoña, fueron interpretados por los berneses como preparativos militares, así que declararon la guerra al conde de Romont el 14 de octubre, ocupando prácticamente todo Vaud.

## La respuesta de Carlos y sus aliados
El primero de enero, el conde de Romont intentó sin éxito tomar Yverdon, mas resistiéndosele el castillo defendido por la guarnición suiza, se retiró al Franco Condado. Para restaurar las posesiones de sus aliados, las casas de Chalon y Saboya y otros nobles menores, igualmente desposeídos por la, el duque de Borgoña se hallaba preparando un ejército dispuesto a recuperar las plazas ocupadas por los confederados en el país de Vaud.
En enero envió unos mil doscientos soldados a Ginebra para unirse a las compañías italianas de la regente de Saboya, Yolanda de Francia, hermana del rey Luis XI, dirigidas por Romont. El grueso del ejército saboyano —4000 piamonteses del duque de Saboya y 4000 lombardos enviados por el duque de Milán— todavía había de llegar al norte. Mientras que otro cuerpo de 6000 saboyanos iría acompañando a Yolanda atravesando el Mont Cenis en pleno invierno y acantonándose en Ginebra.
Iniciaron una serie de movimientos exitosos, tomando a principios de febrero Romont, Palézieux, Attalens y otros lugares del suroeste, obligando a los suizos a retirarse al este, o bien los suizos realizaron una retirada estratégica, pues desde finales de enero, los de Berna conocían la venida del duque con su ejército, si bien desconocían qué camino había de tomar.

## El asedio de Grandson
El duque Carlos, contra la opinión de sus consejeros, que le recomendaban no llevar a cabo una campaña en pleno invierno en zona montañosa, marchó confiadamente con sus cerca de 11 000 hombres —a los que consideraba notoriamente superiores a los paisanos alemanes— dispuesto a limpiar de enemigos las inmediaciones del Jura. Partiendo de Nancy, capital del ocupado Ducado de Lorena, llegó el 22 de enero a Besançon.
El 8 de febrero, el duque se hallaba en Jougne tras haber cruzado el Jura, habiendo partido el 6 de Rivière, frontera entre los territorios de la casa de Borgoña y la casa de Saboya con un ejército de unos once mil hombres de infantería y caballería. Permanece en Orbe hasta el 12, se desplaza directamente a Grandson, tomándola el 21 y poniendo asedio al castillo, cuya guarnición —de 400 hombres tras la llegada de la dotación de Yverdon en retirada— tuvo que rendirse el 29, Miércoles de ceniza, por la falta de víveres. Los 410 de los 412 prisioneros fueron ejecutados al día siguiente. Los otros dos fueron forzados a ser verdugos.
El plan era marchar luego contra Friburgo (Suiza), entrando, pues, en tierras suizas, sobrepasando el objetivo inicial de liberar las tierras ocupadas por los confederados.
Mientras tanto, en la Dieta de Lucerna, el 10 de febrero los representantes de Berna —cuyas tropas estaban preparándose desde finales de enero— habían aportado noticias ciertas del avance borgoñón y demandado al resto de los confederados socorro armado. El 19 se dieron instrucciones para que todos los cantones tuvieran preparados sus contingentes para el 23.

### El socorro suizo

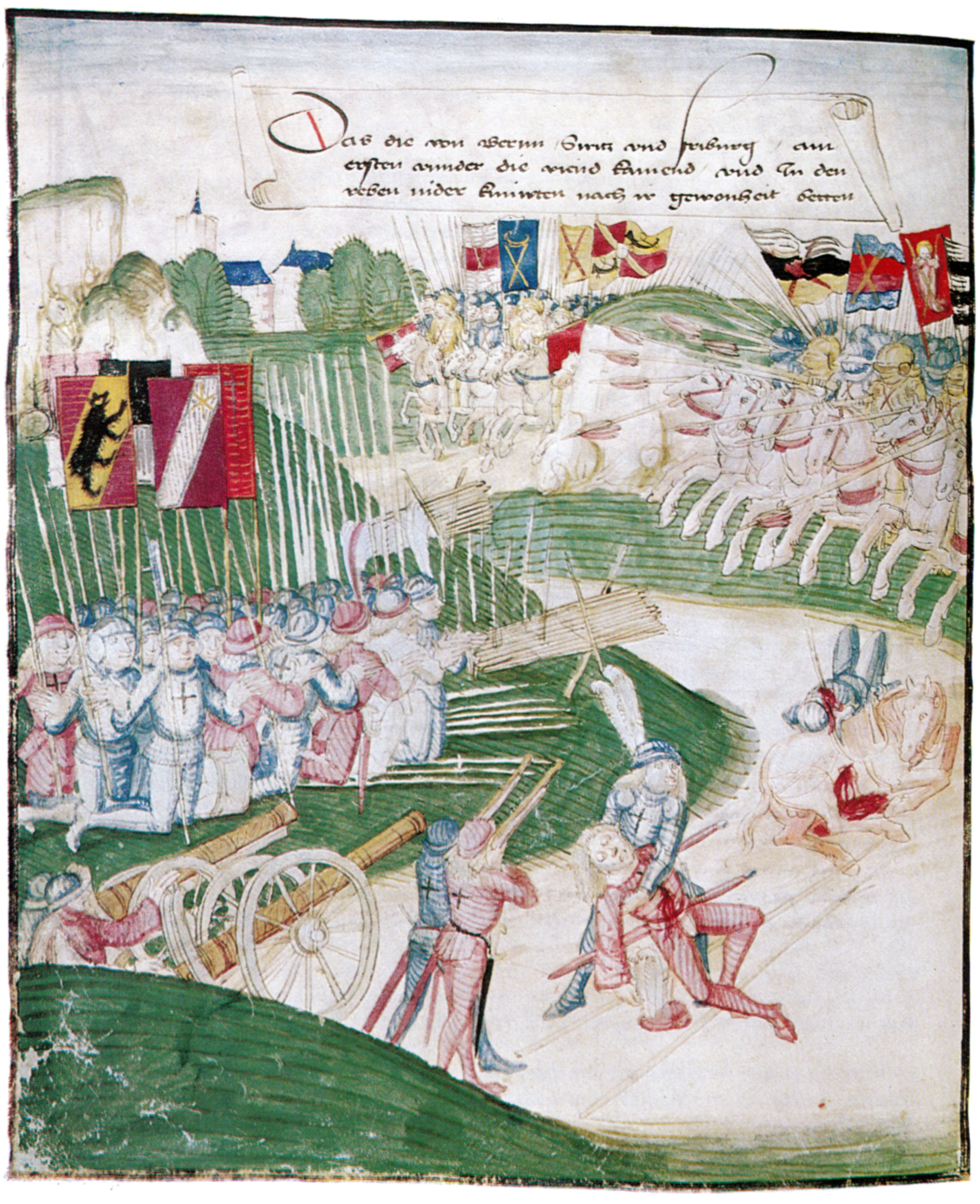
La infantería confederada contra la caballería borgoñona. Berner Chronik de Diebold Schilling el Viejo.

Los contingentes cantonales se dirigían a socorrer Grandson. Berna reunió un cuerpo de 8000 hombres a cargo de Nicolás de Scharnachthal, que el 26 de febrero se reunió en Morat con 800 hombres de Soleura, 500 de Friburgo y 200 de Bienne. El 27 estaban en Neuchâtel, donde había una guarnición bernesa de 600 hombres, y donde Rodolphe de Hochberg, conde de Neuchâtel, disponía de 1200 hombres de su dominio.
Un grupo de 500 hombres, enviado por el jefe del contingente bernés, cruzaron el lago de Neuchâtel en cuatro barcazas, intentando reforzar la defensa de la plaza. Al llegar a la vista de Grandson, la artillería borgoñona abrió fuego contra ellos, y tuvieron que dar media vuelta, desembarcando por la noche en Estavayer-le-Lac. En todo caso, a esa hora la guarnición ya se había rendido.
Se fueron uniendo más contingentes: 600 voluntarios, 2600 hombres del cantón de Zúrich, del conde de Turgovia y del conde de Baden, 1500 del arzobispado de Basilea, 1800 hombres del cantón de Lucerna y 3400 de los cantones de Uri, Schwyz, Unterwalden, Zug y Glarus. El 2 de marzo llegó el último contingente de 2600 hombres de Schaffhausen, Appenzell y de la abadía y villa de San Galo.
El ejército combinado sumaba 21 400 confederados y aliados —todos infantes— y 2400 alemanes, que contaban con 800 caballos. Dejando 500 hombres distribuidos entre Les Verrières y Neuchâtel, partieron el 2 de marzo hacia Vaumarcus.

## La batalla de Grandson
Los aventureros, o Freye-Knecht suizos —soldados voluntarios que no formaban parte de ningún contingente—, ejercieron como tropas de reconocimiento, pasaron de largo del castillo de Vaumarcus, que fue asaltado por el cuerpo principal de la infantería suiza. Los suizos habían formado tres cuerpos, una vanguardia de 5000 hombres, una batalla de 10 000 y una retaguardia de 5000, siendo unos 2000 los que formaba el cuerpo avanzado.
El ejército borgoñón-saboyano estaba acampado en una extensión de 5 km a la redonda de Grandson, 4000 lombardos y 4000 piamonteses, y entre 10 000 y 11 000 hombres —borgoñones, picardos, valones, alemanes, ingleses, escoceses— del ejército del duque de Borgoña. Siendo la caballería la parte fundamental del ejército conjunto, formaron siete cuerpos, tres dirigidos por italianos —Troylo, calabrés, Antoine de Lignana, lombardo, y Jacobo Galigioto o Galeotto, napolitano— y otros cuatro por súbditos del duque.
Confiado en la superioridad que le otorgaba la caballería, el duque ordenó marchar a su ejército al encuentro de los confederados al tener noticia de su llegada, obviando reconocer la formación enemiga ni su situación, escoger un campo de batalla favorable, o emplazar convenientemente la artillería. Cerca de Corcelles, entre la montaña y el lago de Neuchâtel, Carlos halló al enemigo, y sin poder desplegar su caballería, vio cómo los suizos se le echaban encima. Sin tener lugar para maniobra alguna, se retiró del campo de batalla, abandonando bagaje —tiendas, pabellones, carros, pertrechos—, artillería —cañones, pólvora, munición y caballos— y el tesoro del duque, que fueron apresados por los confederados con gran regocijo. Resultaron muertos 300 borgoñones y 200 confederados.

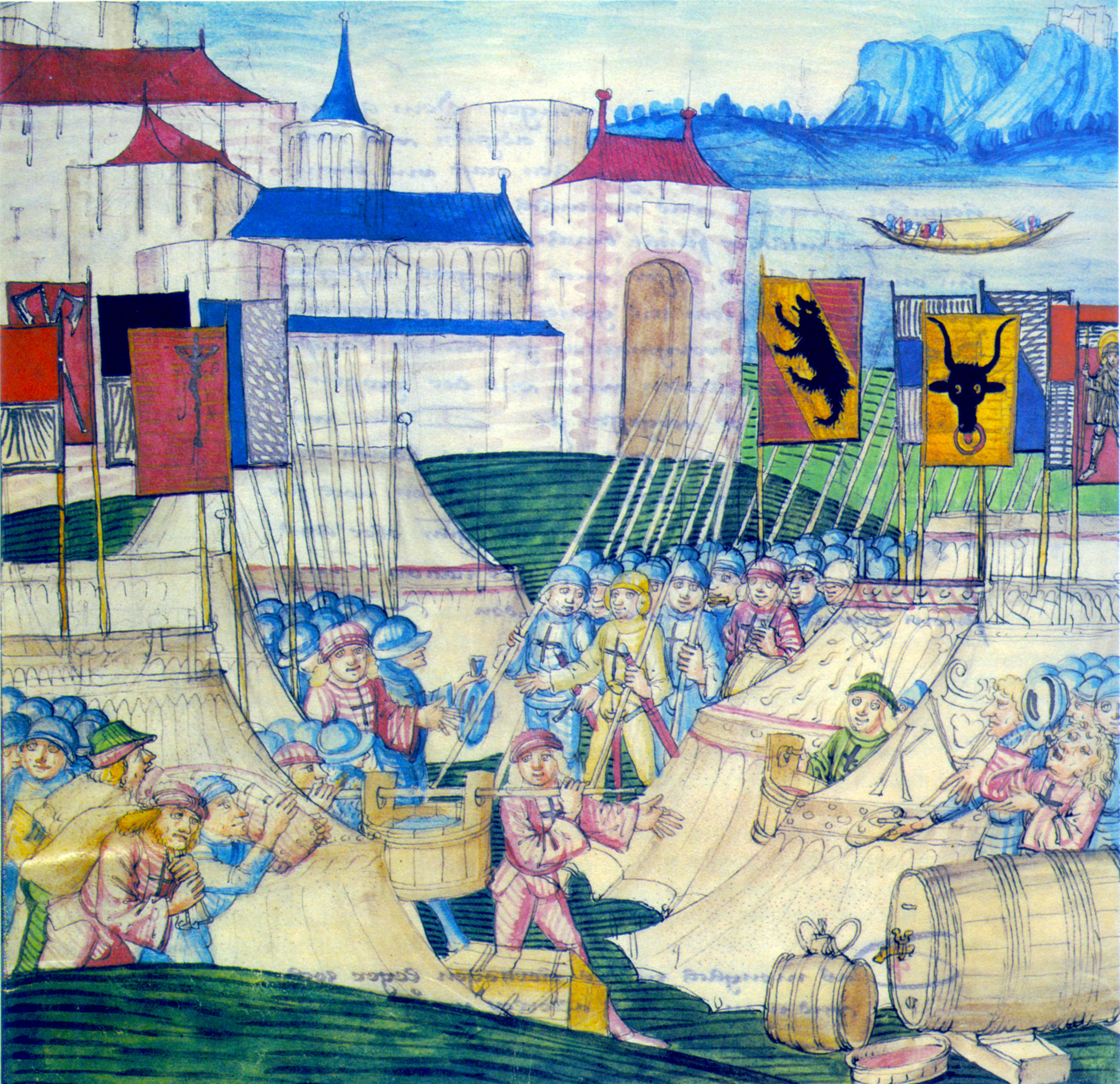
Tropas suizas saquean el campamento borgoñón tras la batalla. Berner Chronik. Ilustración de Diebold Schilling.

La retirada supuso la importante pérdida de valiosos pertrechos y el fin de la breve campaña de invierno, pero el ejército apenas sufrió bajas. Los pujantes berneses quisieron lanzar una ofensiva y tomar Romont, pero sus aliados argumentaron que habían acudido a ejercer una labor defensiva, y no a conquistar territorio alguno. El duque de Borgoña se retiró a Orbe, donde procedió a reorganizar su ejército.
En junio de ese mismo año, suizos y borgoñones se verían las caras en la batalla de Morat.